# Federatie van Belgische Naturisten
De Federatie van Belgische Naturisten – vaak afgekort tot FBN – is een overkoepelende naturistenvereniging in België. Als koepelorganisatie houdt zij zich bezig met het promoten en bespreekbaar maken van bloot leven als levenswijze, levensvisie en naaktrecreatie. De FBN is aangesloten bij de Internationale Naturistenfederatie (INF).  

## Geschiedenis
De oorsprong van het Belgische naturisme stamt uit de jaren 1930. Toentertijd verspreid over meerdere kleine verenigingen.
Op 5 april 1959 werd in Antwerpen de "Federatie van Belgische Naturisten" opgericht.
De FBN organiseerde in 1966 het 10e internationale naturistencongres. Een van de initiatiefnemers was Robert Lambrechts († 1982) van naturistenvereniging Athena. Omdat naturisme in België ook toen al verboden was, vond deze plaats in Ossendrecht. Na de openingsceremonie werden de afgevaardigden wel officieel onthaald op het stadhuis van Antwerpen.
Nog in 1974 had België drie naturistenfederaties. Naast de FBN waren er ook de FBNS en FNCB. Per 6 mei 1977 zijn deze samengevoegd tot één organisatie, de FBN.
Op 30 juni 2001 opende de federatie – samen met de gemeente Bredene – het eerste (en enige) naaktstrand aldaar.
Anno 2020 verenigde de FBN 16 (deel)verenigingen met 10 recreatiedomeinen.

## Juridisch
België is het enige West-Europese land waar het openbaar naturisme bij wet is verboden. Hierom wordt op naturisten-locaties en bij naturistische evenementen van haar bezoekers het nationale verenigings- FBN dan wel het internationale INF-lidmaatschap vereist. Dit om juridisch in de zin van een besloten club de activiteiten te kunnen uitvoeren. Wellicht dat om deze reden Naturistenvereniging Athena met ongeveer 8000 leden (2018) de grootse van Europa is.